# Delley-Portalban
Delley-Portalban es una comuna suiza del cantón de Friburgo, situada en el distrito de Broye, a orillas del lago de Neuchâtel. Limita al noreste con la comuna de Vully-les-Lacs (VD), al sur con Saint-Aubin y Vallon, al suroeste con Gletterens, y al oeste con Boudry (FR) y Neuchâtel (NE).
La comuna es el resultado de la fusión en 2005 de las comunas de Delley y Portalban.

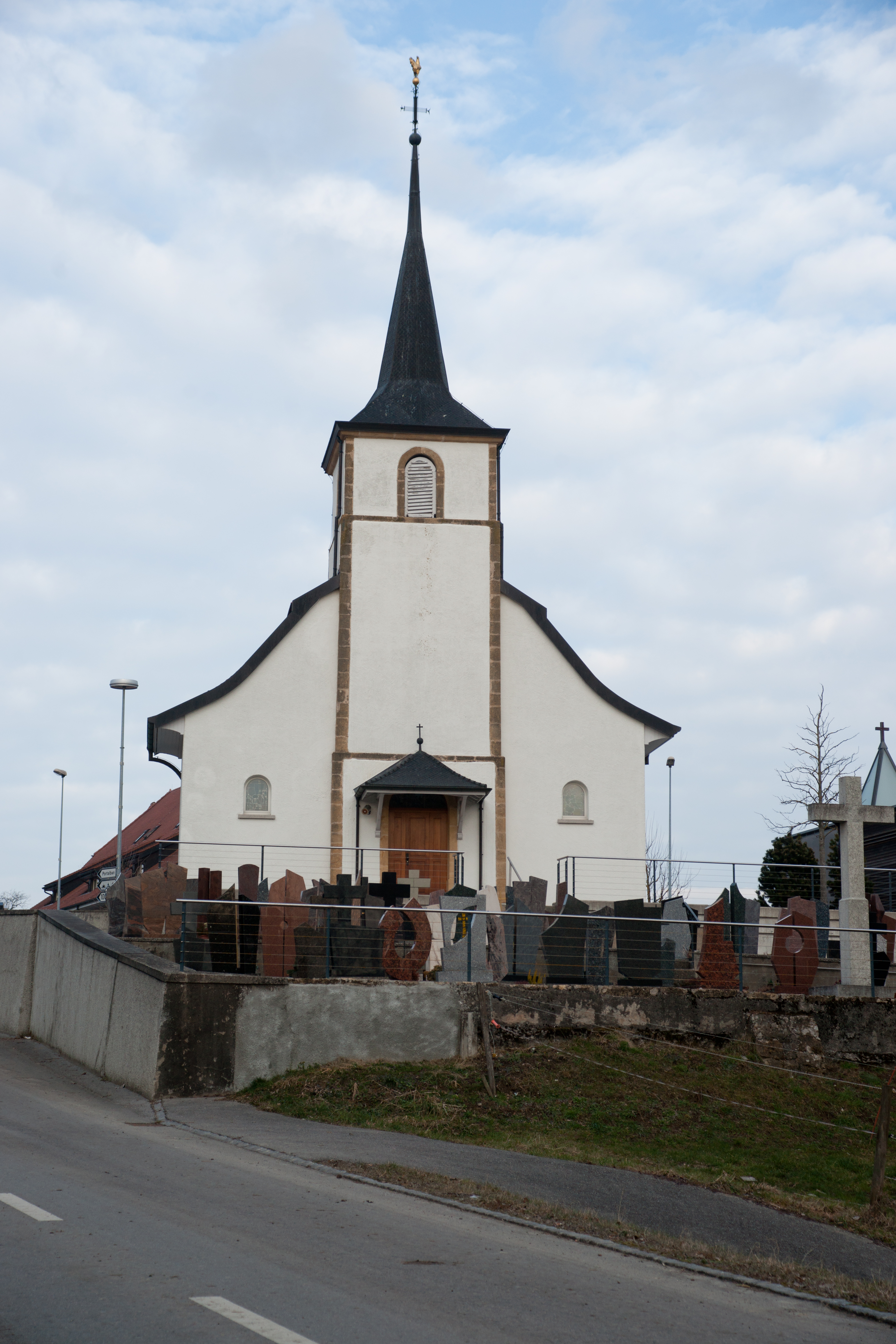
Iglesia de Delley-Portalban.